# Asatkuari
Asatkuari è un villaggio del Bangladesh situato nel distretto di Chandpur, divisione di Chittagong. 